# Escoltes telefòniques al Bloc de l'Est

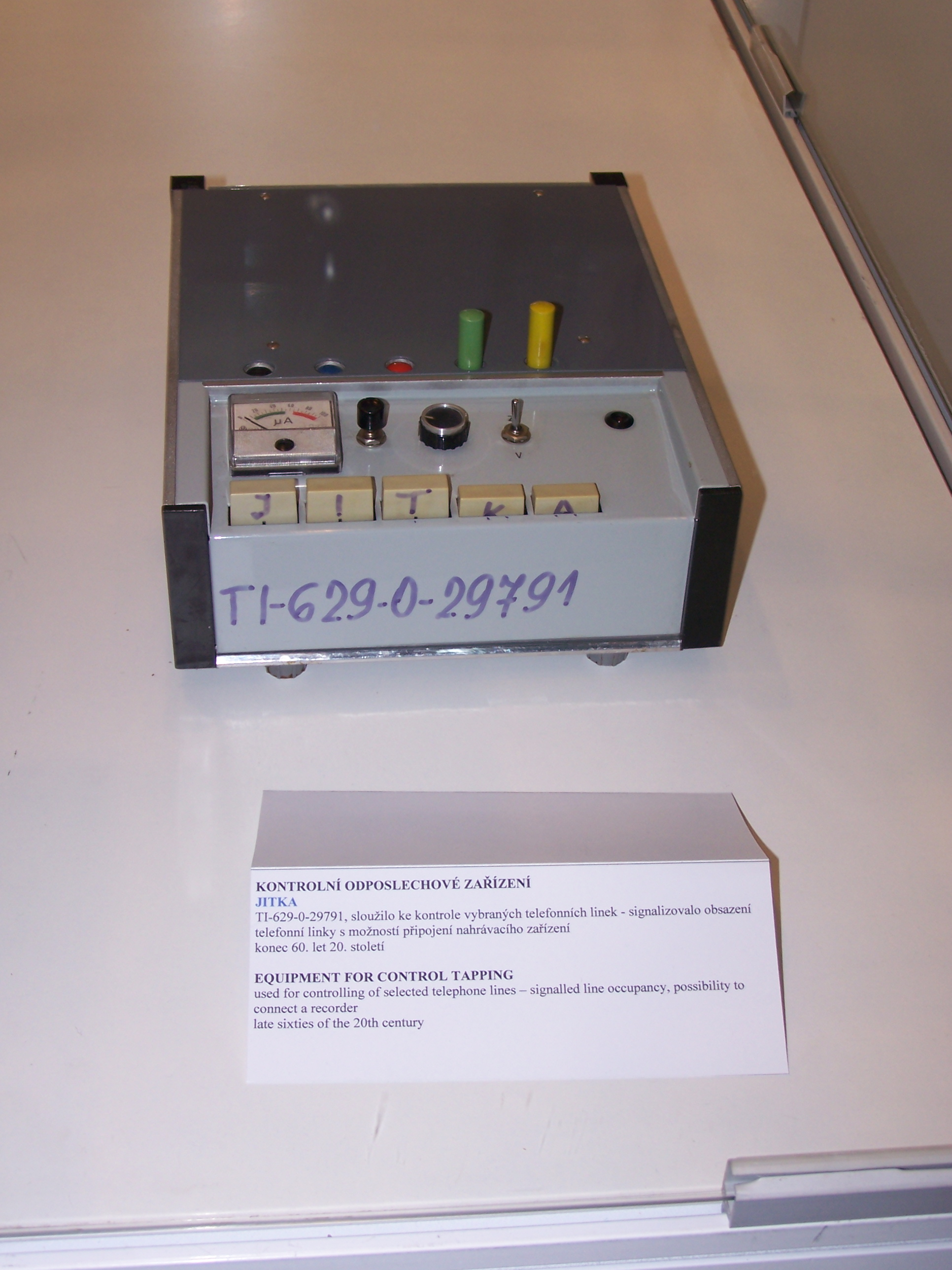
Aparell d'escoltes telefòniques Jitka, de la StB (Txecoslovàquia).

Les escoltes telefòniques als països del Bloc de l'Est van esdevenir un dels principals 
mètodes de vigilància de masses feta sobre la població civil per part de la policia secreta.

## Història
En alguns països aquest mètode es practicava de forma oberta i legal. Durant el període de llei marcial a Polònia (1981-1983), la censura oficial va entrar obertament en vigor, incloent-hi l'escolta telefònica. A efectes pràctics, però, la policia secreta polonesa (Służba Bezpieczeństwa) no tenia prou recursos per controlar totes les converses, malgrat la nova divisió de censura.
En el cas de Romania, el Directorat General d'Operacions Tècniques de la Securitate era l'encarregat de punxar telèfons. Un departament creat sota auspicis soviètics el 1954, s'encarregava de totes les comunicacions per veu i electròniques de tot el país. A més de les escoltes telefòniques i control de telègrafs i teletips, el departament situava micròfons en edificis tant públics com privats. Gairebé totes les converses que tenien lloc a la Romania comunista estaven sota el control d'aquest departament.

## Ficció
La pel·lícula alemanya de 2007 titulada La vida dels altres (Das Leben der Anderen) és protagonitzada per un agent de la Stasi que vigila un escriptor dissident.
La comèdia polonesa Rozmowy kontrolowane ("Converses controlades") està basada en aquesta pràctica. El títol aludeix a la frase "Rozmova kontrolowana", o "Conversa controlada", que se sentien repetidament durant les converses telefòniques en aquest període.